# Racey

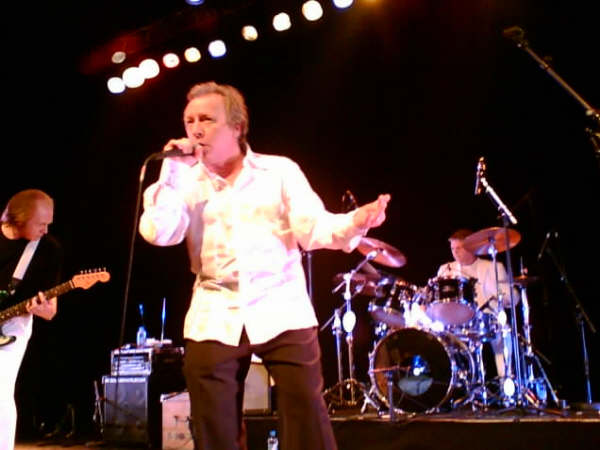
Grupa Racey Richarda Gowera w roku 2006

Racey – brytyjska grupa popowa założona w roku 1976 w Weston-super-Mare, Anglia przez piosenkarzy Phila Fursdona i Clive'a Wilsona pod nazwą "Alive 'n' Kickin". Największe przeboje zespołu: "Lay Your Love On Me" (1978) i "Some Girls" (1979).

## Członkowie zespołu
- Phil Fursdon – śpiew, gitara
- Clive Wilson – śpiew
- Richard Gower – śpiew, instrumenty klawiszowe
- Pete Miller (zm. 6 maja 2003) – śpiew, gitara basowa

## Dyskografia

### Albumy
- 1979: Smash And Grab
- 1995: Some Girls (kompilacja)
- 1996: Say Wow! Greatest and Latest (kompilacja)
- 1996: Lay Your Love On Me (kompilacja)
- 2003: Best of Racey (kompilacja)
- 2006: The Best of Racey (kompilacja)

### Single
- 1977: "Baby It's You"
- 1978: "Lay Your Love On Me"
- 1979: "Some Girls"
- 1979: "Boy Oh Boy"
- 1980: "Such A Night"
- 1980: "Rest Of My Life"
- 1980: "Runaround Sue"
- 1980: "Shame"
- 1981: "Little Darlin'"
- 1981: "There's A Party Going On"
- 1982: "Not Too Young To Get Married"